# François Gonon
François Gonon (* 23. dubna 1979, Saint-Étienne) je francouzský reprezentant v orientačním běhu, jenž v současnosti žije ve francouzském městě Jura. Jeho největšími úspěchy jsou dvě stříbrné medaile ze štafet na Mistrovství světa v roce 2005 v Aiči a z longu na Mistrovství světa v roce 2011 v domácím prostředí departmentu Savojsko. V současnosti běhá za francouzský klub O'Jura a švédský klub IFK Göteborg, za který startuje ve Skandinávii.

## Sportovní kariéra
| Přehled úspěchů na Mistrovství světa | Přehled úspěchů na Mistrovství světa | Přehled úspěchů na Mistrovství světa | Přehled úspěchů na Mistrovství světa | Přehled úspěchů na Mistrovství světa |
| Mistrovství světa                    | Sprint                               | Middle                               | Long                                 | Štafety                              |
| ------------------------------------ | ------------------------------------ | ------------------------------------ | ------------------------------------ | ------------------------------------ |
| Inverness 1999                       | X                                    | X                                    | X                                    | 12. místo                            |
| Tampere 2001                         | X                                    | X                                    | X                                    | 11. místo                            |
| Jona 2003                            | X                                    | X                                    | DSQ                                  | 14. místo                            |
| Västerås 2004                        | X                                    | Kval.                                | X                                    | 7. místo                             |
| Aichi 2005                           | X                                    | 16. místo                            | 12. místo                            | 2. místo                             |
| Århus 2006                           | X                                    | 10. místo                            | 6. místo                             | 11. místo                            |
| Kyjev 2007                           | X                                    | X                                    | 14. místo                            | 6. místo                             |
| Olomouc 2008                         | X                                    | Kval.                                | 3. místo                             | DSQ                                  |
| Miskolc 2009                         | X                                    | 5. místo                             | DSQ                                  | 25. místo                            |
| Trondheim 2010                       | X                                    | 23. místo                            | 4. místo                             | 8. místo                             |
| Savojsko 2011                        | X                                    | 6. místo                             | 3. místo                             | 1. místo                             |
| Lausanne 2012                        | X                                    | 5. místo                             | X                                    | 5. místo                             |

| Přehled úspěchů na Mistrovství Evropy | Přehled úspěchů na Mistrovství Evropy | Přehled úspěchů na Mistrovství Evropy | Přehled úspěchů na Mistrovství Evropy | Přehled úspěchů na Mistrovství Evropy |
| Mistrovství Evropy                    | Sprint                                | Middle                                | Long                                  | Štafety                               |
| ------------------------------------- | ------------------------------------- | ------------------------------------- | ------------------------------------- | ------------------------------------- |
| Truskavets 2000                       | X                                     | X                                     | 21. místo                             | X                                     |
| Sümeg 2002                            | X                                     | 22. místo                             | 16. místo                             | 9. místo                              |
| Røskilde 2004                         | X                                     | X                                     | X                                     | 6. místo                              |
| Otepää 2006                           | X                                     | 20. místo                             | 10. místo                             | 2. místo                              |
| Ventspils 2008                        | 38. místo                             | 15. místo                             | X                                     | 4. místo                              |
| Falun 2012                            | X                                     | 10. místo                             | X                                     | 3. místo                              |

| Přehled úspěchů na Mistrovství světa juniorů | Přehled úspěchů na Mistrovství světa juniorů | Přehled úspěchů na Mistrovství světa juniorů | Přehled úspěchů na Mistrovství světa juniorů | Přehled úspěchů na Mistrovství světa juniorů |
| Mistrovství světa juniorů                    | Sprint                                       | Middle                                       | Long                                         | Štafety                                      |
| -------------------------------------------- | -------------------------------------------- | -------------------------------------------- | -------------------------------------------- | -------------------------------------------- |
| Govora 1996                                  | X                                            | 135. místo                                   | 21. místo                                    | 13. místo                                    |
| Leopoldsburg 1997                            | X                                            | X                                            | 21. místo                                    | 14. místo                                    |
| Reims 1998                                   | X                                            | 6. místo                                     | 10. místo                                    | 3. místo                                     |
| Varna 1999                                   | X                                            | X                                            | X                                            | 2. místo                                     |